# Pedro Francisco García

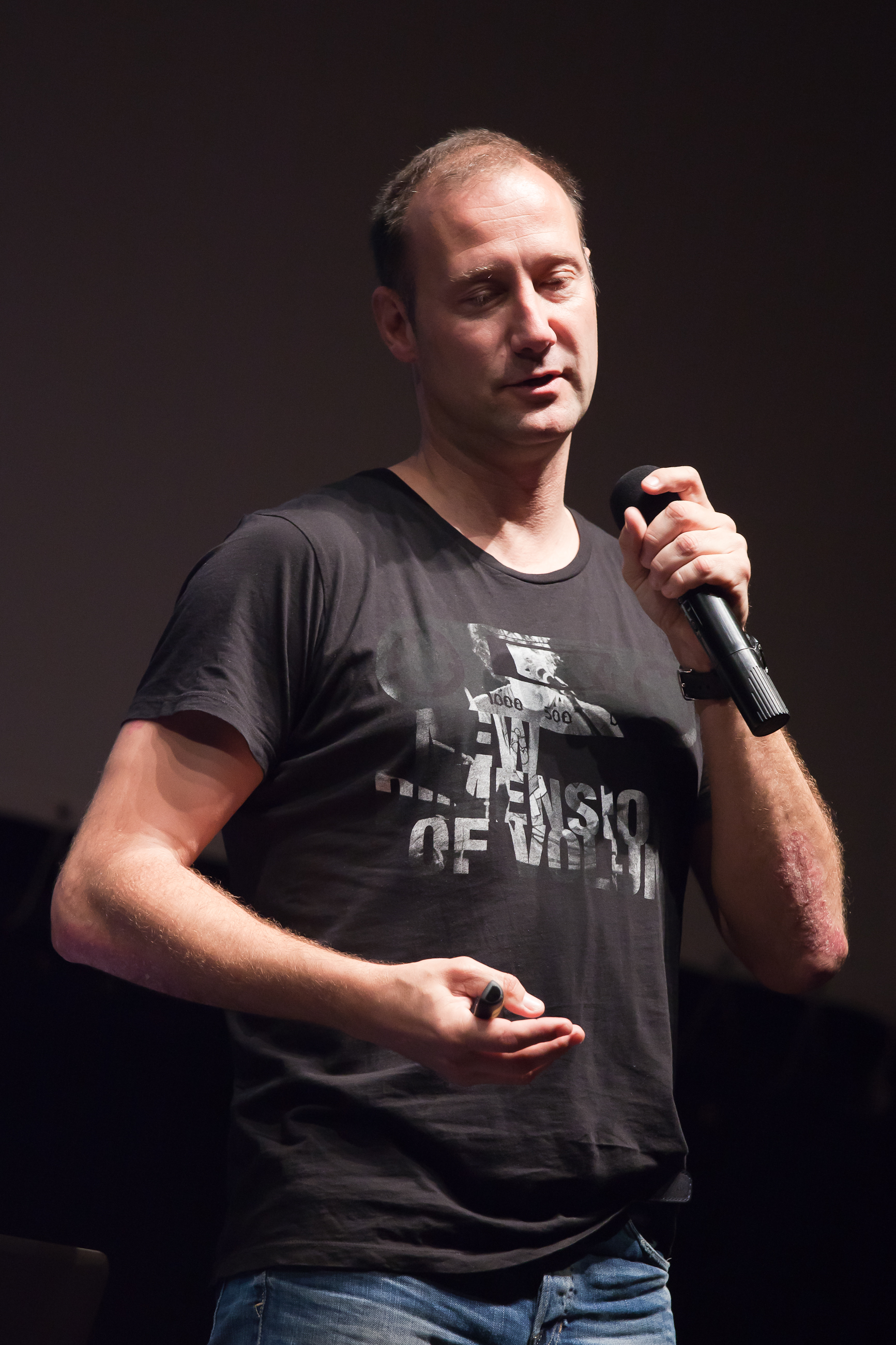
Pedro Francisco García

Pedro Francisco „Toto“ García Aguado (* 9. Dezember 1968 in Madrid) ist ein ehemaliger spanischer Wasserballspieler. Mit der spanischen Nationalmannschaft wurde er Olympiasieger 1996 sowie Olympiazweiter 1992. Außerdem war er Weltmeister 1998 sowie Weltmeisterschaftszweiter 1991 und 1994.

## Karriere
Der 1,93 Meter große Pedro Francisco García begann in Madrid, spielte aber später meist in Barcelona und beendete seine Karriere in Terrassa. Er wurde mehrfach spanischer Meister.
Seinen ersten internationalen Erfolg erreichte er 1987 bei den Mittelmeerspielen in Latakia mit dem zweiten Platz hinter den Italienern. Im gleichen Jahr belegte er mit der spanischen Mannschaft den sechsten Platz bei der Europameisterschaft in Straßburg. Bei seiner ersten Olympiateilnahme 1988 in Seoul erkämpften die Spanier den sechsten Platz hinter den Australiern. García warf neun Tore im Verlauf des Turniers.
Anfang 1991 fand im Rahmen der Schwimmweltmeisterschaften in Perth die Weltmeisterschaft 1991 statt. Die Spanier belegten in ihrer Vorrundengruppe den zweiten Platz hinter den Jugoslawen, erreichten aber mit zwei Siegen in der Zwischenrunde das Halbfinale. Nach einem 9:8-Sieg über die Ungarn verloren die Spanier im Finale mit 7:8 gegen die Jugoslawen. Im Sommer 1991 bei der Europameisterschaft in Athen erreichten die Spanier das Finale mit einem 13:8-Sieg über die letztmals antretende sowjetische Mannschaft. Im Finale siegten die Jugoslawen mit 11:10. 1992 war Barcelona Gastgeber der Olympischen Spiele. Die Spanier gewannen ihre Vorrundengruppe vor den Italienern, wobei der direkte Vergleich 9:9 endete. Die Spanier erreichten das Finale mit einem 6:4-Sieg gegen das Team aus den Vereinigten Staaten. Im Finale trafen die Spanier wieder auf die Italiener und diese gewannen mit 9:8. Es war die erste olympische Medaille für die spanischen Wasserballspieler überhaupt. García warf drei seiner dreizehn Turniertore im Finale.
1993 belegten die Spanier den dritten Platz bei der Europameisterschaft in Sheffield. Es siegten die Italiener vor den Ungarn. Bei der Weltmeisterschaft 1994 in Rom gewannen die Spanier ihre Vorrundengruppe vor den Kroaten, beide Teams erreichten auch das Halbfinale. Nach einem 9:6-Sieg über die russische Mannschaft unterlagen die Spanier im Finale den Italienern mit 5:10. García steuerte neun Turniertore bei. 1995 belegten die Spanier den fünften Platz bei der Europameisterschaft in Wien. Bei den Olympischen Spielen 1996 in Atlanta belegten die Spanier in der Vorrunde den dritten Platz hinter Ungarn und Jugoslawen. Im Viertelfinale besiegten sie das Team aus den Vereinigten Staaten mit 5:4 und im Halbfinale gewannen sie 7:6 gegen die Ungarn. Im Olympiafinale bezwangen die Spanier die kroatische Mannschaft mit 7:5. García warf während des Turniers sieben Tore, davon eines im Finale.
1997 belegte die spanische Nationalmannschaft den fünften Platz bei der Europameisterschaft in Sevilla, nachdem die Mannschaft in der zweiten Verlängerung des Viertelfinalspiels gegen Jugoslawien verloren hatte. Bei den Mittelmeerspielen 1997 erreichten die Spanier den dritten Platz hinter den Jugoslawen und den Kroaten. Die Weltmeisterschaft 1998 fand wie die Weltmeisterschaft 1991 in Perth statt. Die Spanier erreichten als Gewinner ihrer Vorrunden- und ihrer Zwischenrundengruppe das Halbfinale. Dort bezwangen sie die Jugoslawen mit 5:3, im Finale gewannen sie 6:4 gegen die Ungarn. García erzielte neun Tore, davon eines im Halbfinale. 2000 beim olympischen Wasserballturnier in Sydney belegten die Spanier in der Vorrunde den dritten Platz hinter den Russen und den Italienern, gewannen aber im Viertelfinale mit 9:8 gegen Kroatien. Nach einem 7:8 im Halbfinale gegen die Russen verloren die Spanier auch das Spiel um den dritten Platz mit 3:8 gegen Serbien und Montenegro. García warf sechs Turniertore.